# Robin Thicke
Robin Thicke, född 10 mars 1977 i Los Angeles, är en amerikansk musiker, sångare, låtskrivare och musikproducent.

## Biografi
Thicke debuterade under början av 00-talet och efter att ha bytt etikett till Pharell Williams bolag Star Trak så tog hans karriär fart. Han har även producerat och skrivit låtar åt bland andra Mary J Blige, Usher, Michael Jackson och Christina Aguilera.
Thickes singel från 2013 Blurred Lines fick stor uppståndelse och låg etta på Billboardlistan i 12 veckor men fick också omfattande kritik. Låten kritiserades dels för att vara alltför lik Marvin Gayes Got to Give It Up från 1977 och för att vara misogyn. Samma år som den släpptes utnämndes Thicke till Sexist of the Year av det brittiska kvinnorättsförbundet End Violence Against Women Coalition.

### Familj
Robin Thicke är son till skådespelaren Alan Thicke och skådespelerskan Gloria Loring. Mellan 2005 och 2015 var han gift med skådespelaren Paula Patton som han har en son född 2010 tillsammans med. Efter skilsmässan inledde han en relation med April Love Geary. Tillsammans har de tre barn; en dotter född 2018, en dotter född 2019 och en son född 2020. Thicke och Geary gifte sig i maj 2025.

## Diskografi
- A Beautiful World (2003)
- The Evolution of Robin Thicke (2006)
- Something Else (2008)
- Sex Therapy (2009)
- Love After War (2011)
- Blurred Lines (2013)
- Paula (2014)